# La Motte-Servolex
Pour les articles homonymes, voir La Motte.
La Motte-Servolex (prononcer [la mɔt sɛʁvɔle] ou [la mɔt sɛʁvɔlɛks]) est une commune française située dans le département de la Savoie, en région Auvergne-Rhône-Alpes.
Elle fait partie de l'agglomération chambérienne et de Grand Chambéry dont elle est la seconde commune en nombre d'habitants, ainsi que la quatrième commune du département de plus de 10 000 habitants après Chambéry, Aix-les-Bains et Albertville.

## Géographie

### Situation
La Motte-Servolex est une commune du département de la Savoie située dans l'agglomération chambérienne, au nord de Chambéry. La commune, de 2 985 hectares (soit plus encore que la commune de Chambéry - 2 100 hectares), s'étend des sommets de la chaîne de l'Épine à l'ouest à la plaine alluviale de la cluse de Chambéry séparant les Alpes (massif des Bauges) du Jura (Épine et mont du Chat).
L'étendue de la Motte-Servolex fait que la commune possède un chef-lieu ainsi que plusieurs hameaux et lieux-dits, pour la plupart situés sur les premiers reliefs jurassiens. Parmi eux, Villard-Péron ou le Tremblay plus au nord. L'extrémité sud du lac du Bourget est par ailleurs située à moins d'un kilomètre du Tremblay qui marque la limite nord de la commune, jouxtant celle du Bourget-du-Lac.
La Motte-Servolex est également longée par la Leysse sur son extrémité est, dans laquelle divers cours d'eau descendant de l'Épine se jettent après avoir traversé la commune.

### Communes limitrophes
Les communes limitrophes de La Motte-Servolex sont Chambéry à l’est et sud-est, Saint-Sulpice au sud, Nances et Marcieux (courte limite) à l'ouest, Verthemex au nord-ouest (communes situées sur le versant ouest du massif de l’Épine et du Mont du Chat), le Bourget-du-Lac au nord et Voglans au nord-est.
| Verthemex | Le Bourget-du-Lac | Voglans  |
| Marcieux  | La Motte-Servolex | Chambéry |
| Nances    | Saint-Sulpice     | Chambéry |

### Climat
Pour des articles plus généraux, voir Climat d'Auvergne-Rhône-Alpes et Climat de la Savoie.
En 2010, le climat de la commune est de type climat des marges montargnardes, selon une étude du Centre national de la recherche scientifique s'appuyant sur une série de données couvrant la période 1971-2000. En 2020, Météo-France publie une typologie des climats de la France métropolitaine dans laquelle la commune est exposée à un climat de montagne ou de marges de montagne et est dans la région climatique Alpes du nord, caractérisée par une pluviométrie annuelle de 1 200 à 1 500 mm, irrégulièrement répartie en été.
Pour la période 1971-2000, la température annuelle moyenne est de 11,3 °C, avec une amplitude thermique annuelle de 18,4 °C. Le cumul annuel moyen de précipitations est de 1 164 mm, avec 9,7 jours de précipitations en janvier et 7,9 jours en juillet. Pour la période 1991-2020, la température moyenne annuelle observée sur la station météorologique de Météo-France la plus proche, « Chambéry-Aix », sur la commune de Voglans à 4 km à vol d'oiseau, est de 11,9 °C et le cumul annuel moyen de précipitations est de 1 203,9 mm,. Pour l'avenir, les paramètres climatiques de la commune estimés pour 2050 selon différents scénarios d'émission de gaz à effet de serre sont consultables sur un site dédié publié par Météo-France en novembre 2022.
| Mois                                  | jan.           | fév.           | mars           | avril           | mai             | juin           | jui.           | août          | sep.          | oct.            | nov.            | déc.             | année     |
| ------------------------------------- | -------------- | -------------- | -------------- | --------------- | --------------- | -------------- | -------------- | ------------- | ------------- | --------------- | --------------- | ---------------- | --------- |
| Température minimale moyenne (°C)     | −0,7           | −0,4           | 2,5            | 5,6             | 10              | 13,5           | 15             | 14,6          | 11,3          | 7,7             | 3,1             | 0                | 6,8       |
| Température moyenne (°C)              | 2,9            | 4,1            | 8              | 11,4            | 15,6            | 19,4           | 21,4           | 20,9          | 16,8          | 12,3            | 6,9             | 3,4              | 11,9      |
| Température maximale moyenne (°C)     | 6,4            | 8,5            | 13,4           | 17,3            | 21,3            | 25,3           | 27,8           | 27,1          | 22,3          | 17              | 10,6            | 6,9              | 17        |
| Record de froid (°C) date du record   | −19 07.01.1985 | −14,4 05.02.12 | −10,3 02.03.05 | −4,6 13.04.1986 | −1,4 06.05.1979 | 2,8 05.06.1975 | 5,4 08.07.1978 | 5 31.08.1986  | 1 30.09.1995  | −4,3 31.10.1997 | −10,8 27.11.05  | −13,5 30.12.1976 | −19 1985  |
| Record de chaleur (°C) date du record | 17,9 02.01.03  | 20,7 23.02.17  | 25,1 26.03.06  | 29,5 28.04.12   | 32,7 25.05.09   | 36,7 19.06.22  | 38,8 07.07.15  | 40,5 24.08.23 | 32,1 10.09.23 | 29 02.10.1985   | 23,3 06.11.1997 | 22,7 18.12.1989  | 40,5 2023 |
| Ensoleillement (h)                    | 766            | 1 018          | 1 578          | 1 762           | 2 023           | 2 363          | 2 616          | 2 371         | 1 807         | 1 238           | 745             | 663              | 18 949    |
| Précipitations (mm)                   | 102,6          | 79,1           | 93,1           | 87,9            | 101             | 94,5           | 91,7           | 97,6          | 104,3         | 113,3           | 114,6           | 124,2            | 1 203,9   |

### Voies de communication et transports

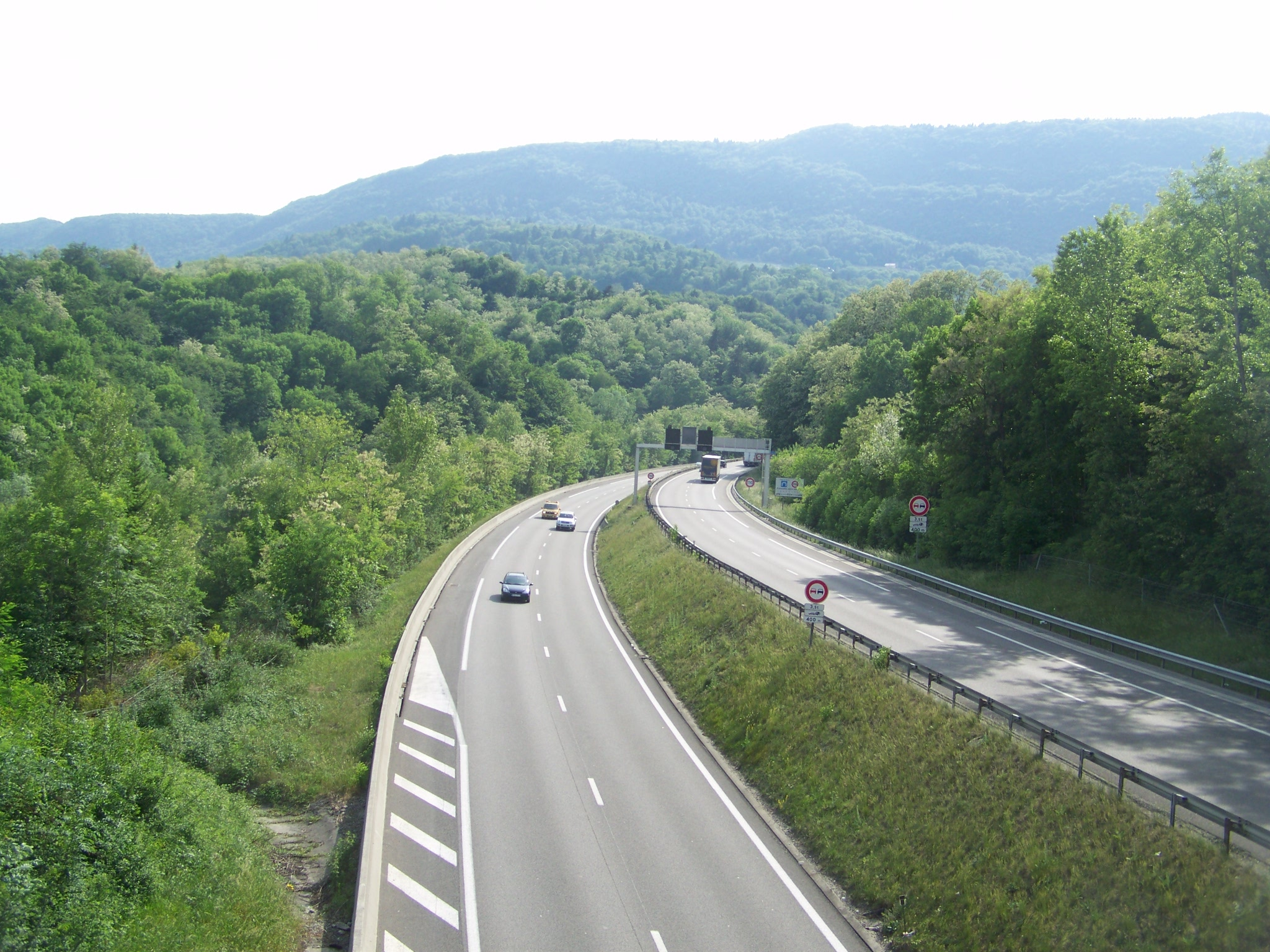
Passage de l'A43 sur la commune juste avant son entrée sous l'Épine.

#### Voies routières
La commune est traversée par l'autoroute A43 en direction de Lyon. L'entrée est du tunnel de l'Épine ainsi que l'échangeur pour l'A41 Nord vers Annecy et la voie rapide urbaine de Chambéry (VRU) sont également situés sur son territoire.
L'accès direct à la Motte-Servolex depuis la VRU se fait au niveau de la sortie située à un kilomètre de l'échangeur.

#### Transport ferroviaire
Deux lignes de chemin de fer passent à proximité de la Motte-Servolex : la ligne de la Maurienne (de Culoz à Modane via Aix-les-Bains et Chambéry) à l'est et la ligne Saint-André-le-Gaz - Chambéry au sud permettant de rejoindre Lyon. La gare la plus proche est donc la gare de Chambéry-Challes-les-Eaux située à 5 kilomètres au sud à partir de laquelle des liaisons TGV pour Paris et Milan existent ainsi que TER pour Lyon, Grenoble, Annecy et Genève.

#### Transports en commun

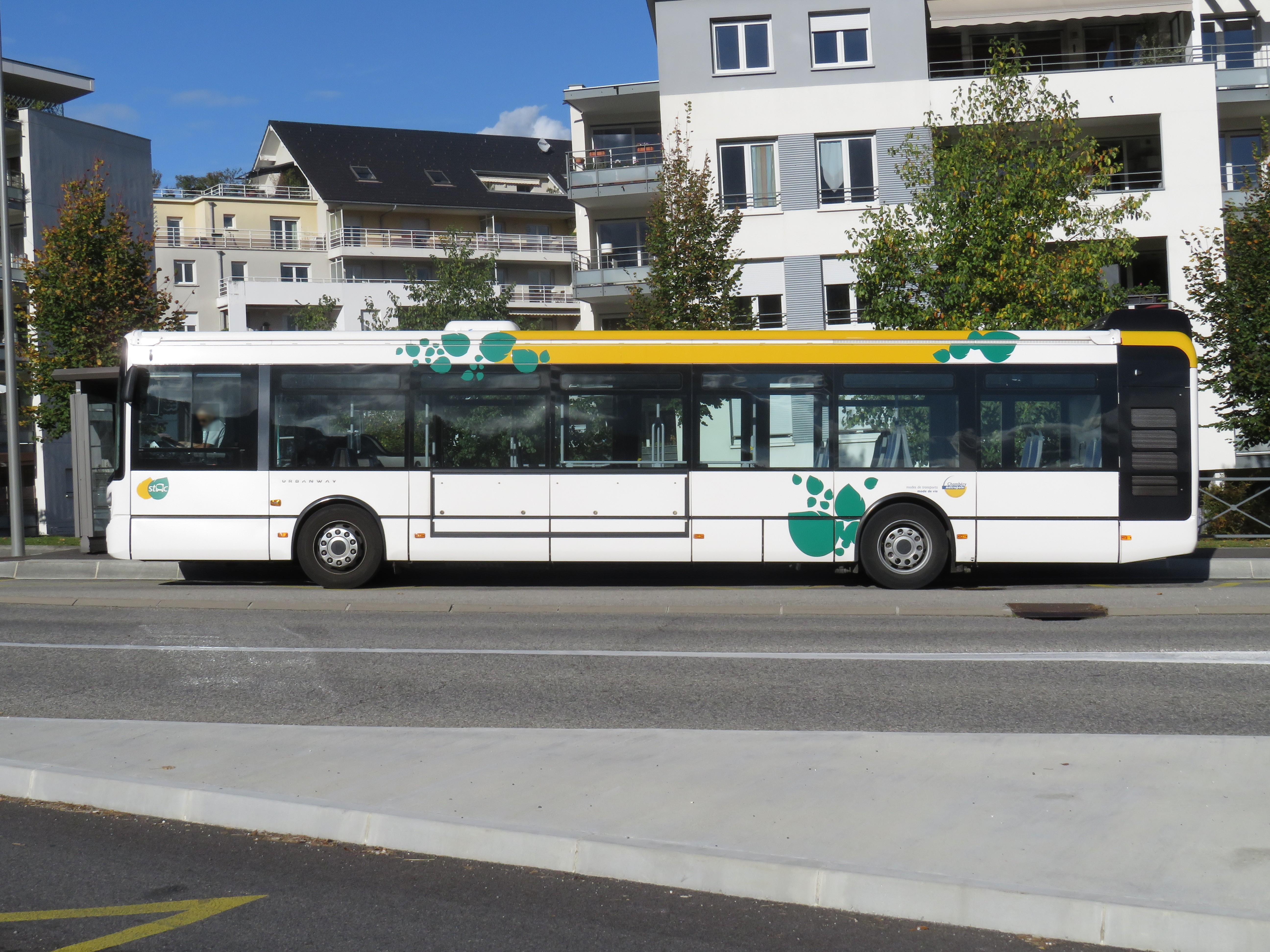
Bus à La Motte-Servolex en 2017.

La commune est desservie par le réseau de transports en commun du Grand Chambéry, Synchro Bus, exploité par la société Keolis Chambéry dans le cadre d’une délégation de service public.
- Ligne   C
- Ligne  1
- Ligne  4

La ville est aussi desservie par les bus de la compagnie Ondéa, chargée elle de couvrir l'agglomération aixoise.

#### Transports aériens
L'aéroport le plus proche est l'aéroport de Chambéry - Savoie, situé d'ailleurs en partie sur la commune (l'autre partie étant sur celle du Bourget-du-Lac).

#### Pistes cyclables
La Motte-Servolex dispose de nombreuses pistes cyclables. Les cyclistes peuvent utiliser un axe spécifique qui leur est réservé et qui leur permet de relier successivement les communes de Chambéry, Cognin et la Motte-Servolex jusqu'au Bourget-du-Lac. Une passerelle a été établie au-dessus de la Leysse permettant de rejoindre l'Avenue Verte nord qui mène jusqu'au lac du Bourget.

## Urbanisme

### Typologie
Au 1er janvier 2024, La Motte-Servolex est catégorisée grand centre urbain, selon la nouvelle grille communale de densité à sept niveaux définie par l'Insee en 2022.
Elle appartient à l'unité urbaine de Chambéry, une agglomération intra-départementale regroupant 35  communes, dont elle est une commune de la banlieue,,. Par ailleurs la commune fait partie de l'aire d'attraction de Chambéry, dont elle est une commune du pôle principal,. Cette aire, qui regroupe 115 communes, est catégorisée dans les aires de 200 000 à moins de 700 000 habitants,.

### Occupation des sols
L'occupation des sols de la commune, telle qu'elle ressort de la base de données européenne d’occupation biophysique des sols Corine Land Cover (CLC), est marquée par l'importance des forêts et milieux semi-naturels (40,2 % en 2018), en diminution par rapport à 1990 (42 %). La répartition détaillée en 2018 est la suivante : 
forêts (40,2 %), zones agricoles hétérogènes (21,9 %), zones urbanisées (12 %), cultures permanentes (6,8 %), zones industrielles ou commerciales et réseaux de communication (6,4 %), terres arables (5,4 %), prairies (4,8 %), espaces verts artificialisés, non agricoles (1,7 %), mines, décharges et chantiers (0,8 %).
L'IGN met par ailleurs à disposition un outil en ligne permettant de comparer l’évolution dans le temps de l’occupation des sols de la commune (ou de territoires à des échelles différentes).
Plusieurs époques sont accessibles sous forme de cartes ou photos aériennes : la carte de Cassini (XVIIIe siècle), la carte d'état-major (1820-1866) et la période actuelle (1950 à aujourd'hui).

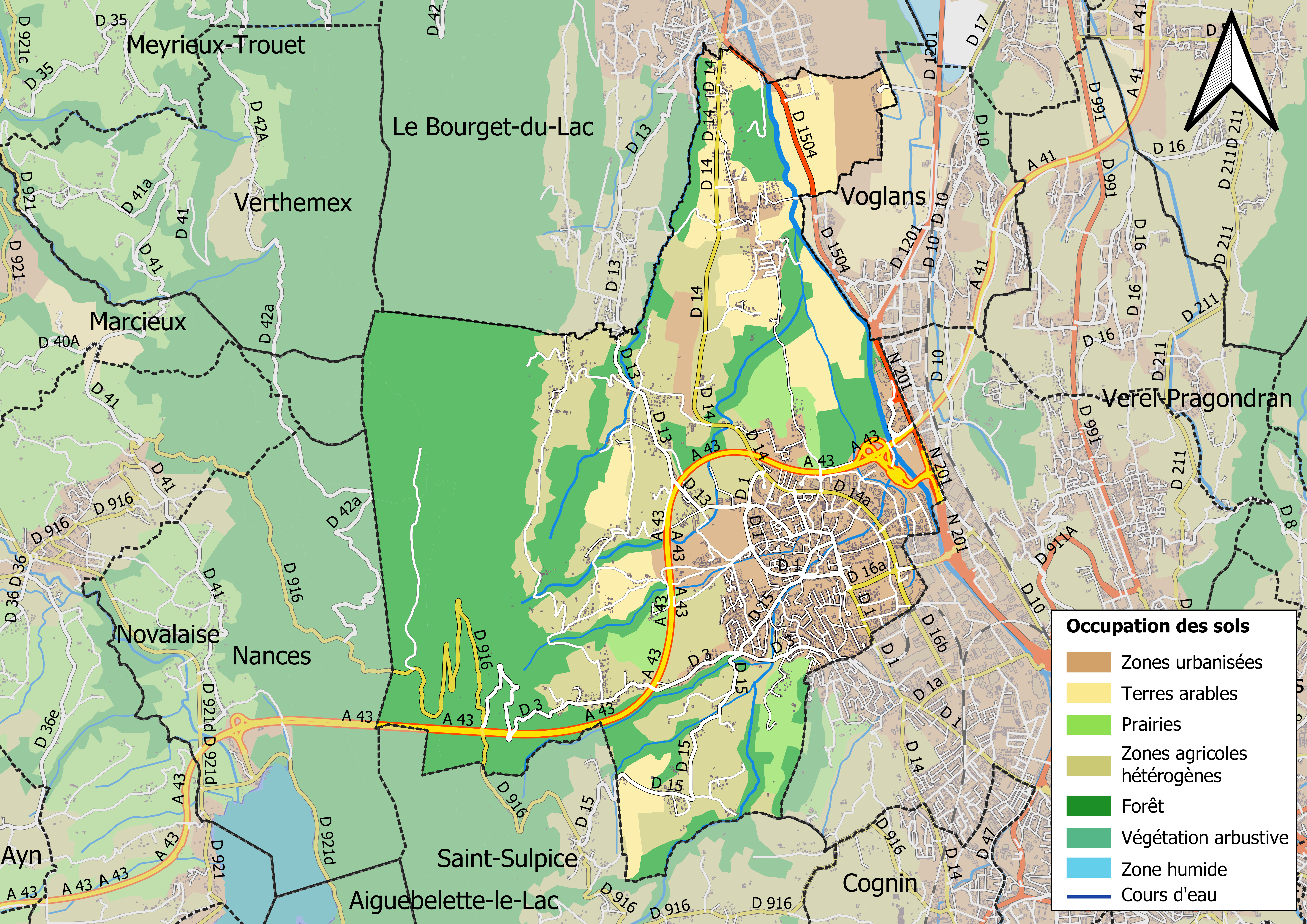
Carte des infrastructures et de l'occupation des sols en 2018 (CLC) de la commune.
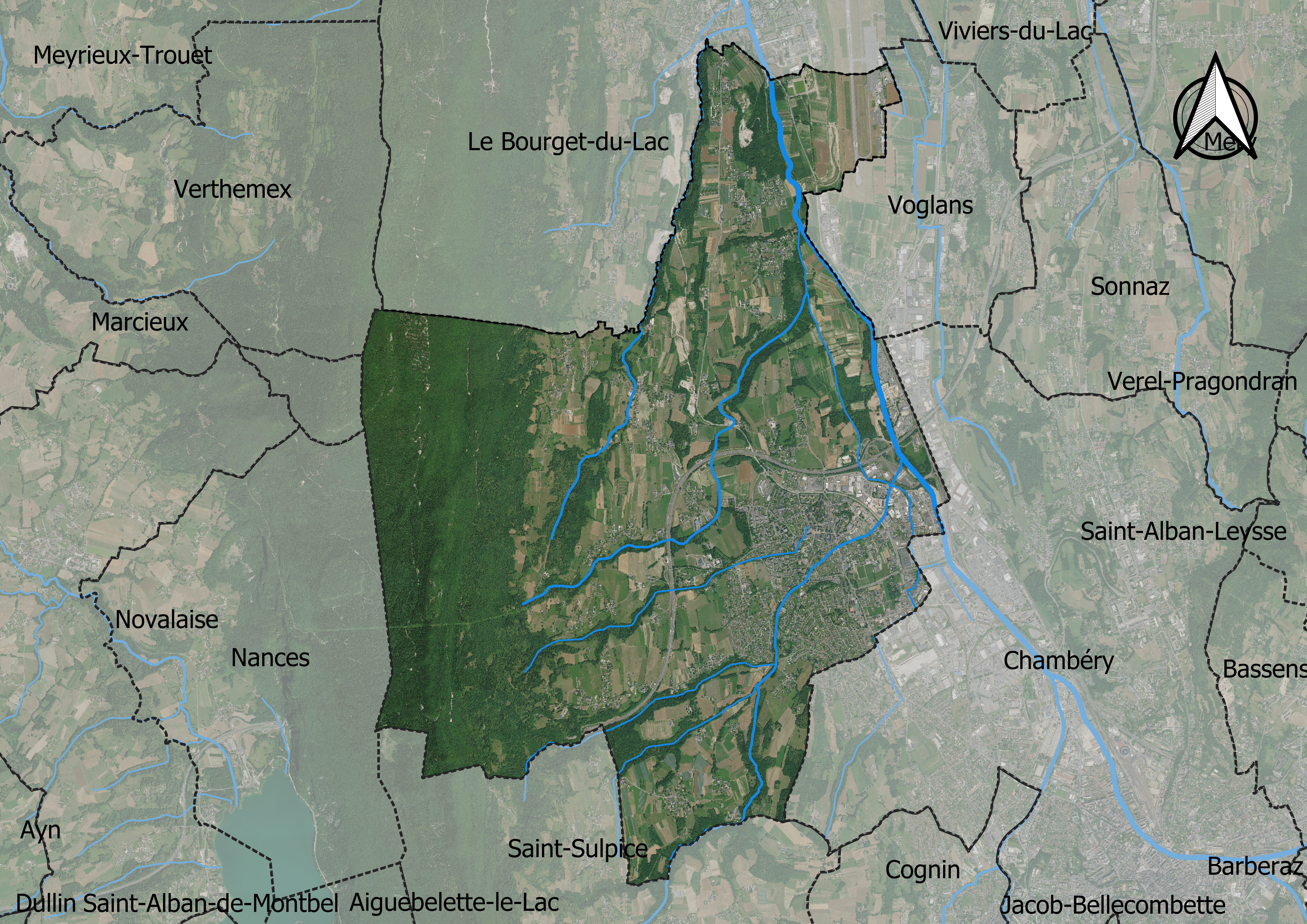
Carte orthophotogrammétrique de la commune.

### Hameaux, bourgades, lieux-dits, écarts

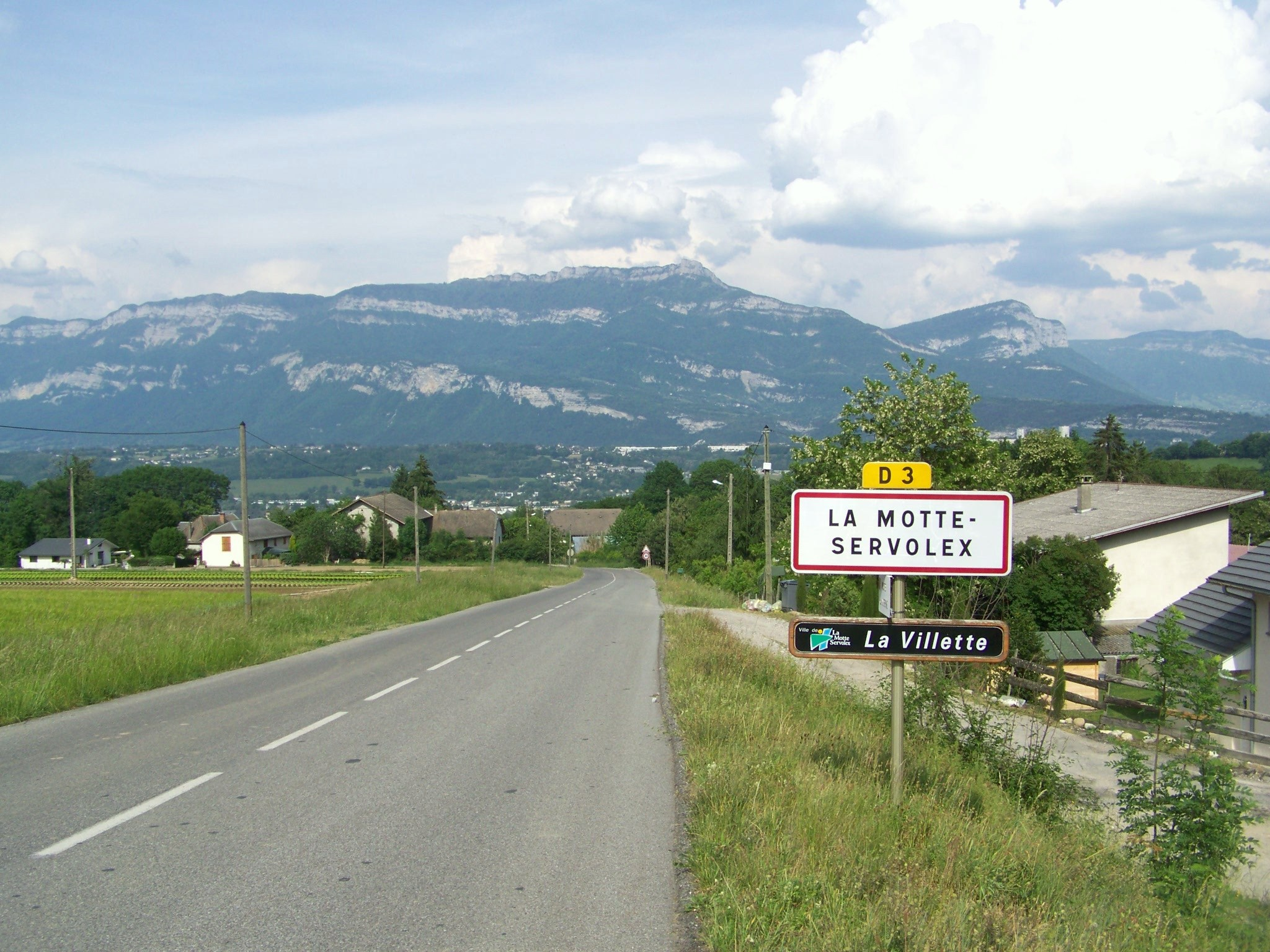
Entrée à la Motte-Servolex et dans le hameau de la Villette.

La Motte-Servolex est composée d'un bourg principal qui se situe en plaine et de nombreux villages et hameaux. Ceux-ci sont : Barbizet - Barby - Bellegarde - Beauvoir - Berthollet - Bissy - Bollonnes -  Buirat - La Catonnière - Cattis - Chatel - les Champagnes - les Chantres - le Cheminet - la Côte Chevrier - Cote du Noiray - Curtine - Coua - Dijou -  Domaine de Reinach - L'Erier - la Ferme du Bon Pas -  le Fort - les Granges - les Janon -  Ma Campagne - Molassier - Montarlet - Montaugier - Montessuie - les Moulins - le Noiray - Panloup - la Pérouse - Pingon - le Pont de la Charrière - Pouli - Pré-Marquis - Ronjoux - les Roussettes - la Salle - la Servannière - Servolex - les terrasses de Bellosère - la Tessonnière - le Tremblay - le Villard - Villard-Marin - Villard-Peron - la Villette.
Le bourg de la commune, en raison de son développement démographique, tend à se rapprocher sans cesse un peu plus de l'agglomération chambérienne pour ne former qu'un seul tissu urbain.

## Toponymie
Le nom actuel de la commune résulte de l'union, décidée en 1794, des deux paroisses jusqu'alors indépendantes l'une de l'autre : La Motte-Montfort et Servolex. Par son baptême civil, cette nouvelle entité reçu l'appellation à tiroirs de : La Motte-Montfort Servolex,. Le nom est utilisé jusqu'en 1806, où il est simplifié. La forme actuelle de La Motte-Servolex est utilisée à partir de 1802,.
Le nom de La Motte-Montfort Servolex est jugé inconfortable à l'écriture, et peut-être exaltant encore un relent d'ancien régime par les Montfort, on unit dans un vocable simplifié La Motte à Servolex par le signe graphique prévu à cet effet : le trait d'union, et ceci dès 1808[réf. nécessaire].
En francoprovençal, le nom de la commune s'écrit La Mouota (graphie de Conflans) ou La Rovouère/Ravouère (ORB).

### La Motte Montfort
La première mention du lieu, La Mota, remonte au début du XIIe siècle, dans le Cartulaire de Grenoble (1108). On trouve ensuite successivement Ecclesia de Mota, parfois Motta (1274), Prioratus de Mota (1340), Ecclesia prioratus et cure Sancti Johannis de Mota (1497).
L'ancienne paroisse portait le nom de La Motte de Montfort. Son nom provient de la butte sur laquelle elle était installée et du nom de la seigneurie qui s'est développée à cet endroit.

### Servolex
La paroisse indépendant de Servolex est mentionnée pour la première fois au début du XIIe siècle, dans le Cartulaire de Grenoble, sous la forme Ecclesia de Servolaix (1100),. On trouve ensuite successivement Charvolay (1232), Parrochia de Mota et Servolex (1272), de Cervolay (1356, nom d'homme), Ecclesia parrochialis de Cervolay (1414), Curatus de Cervolex (1434),  Servolay (1488), Ecclesia Sancti Stephani de Cervollay  (1497), puis sur les cadastres les formes Cervolex, Servolex et Servolay,.
Pour Adolphe Gros, ces formes sont des « graphies inexactes de Servolet ». Le nom dérive de Sarvaz, associé au suffixe collectif -ex, du latin silva/ silvula, désignant une petite forêt,.

## Histoire
Un prieuré, dédié à saint Jean Baptiste et placé sous la règle de Saint-Augustin, se développe à partir du XIIe siècle.
Sur le tertre trône l'église Saint-Jean-Baptiste aux flancs de laquelle sont venus s'accrocher un prieuré (démoli en 1925) et un château, propriété des Pingon, puis des Costa, avant de devenir pensionnat des frères des écoles chrétiennes, puis lycée technique privé toujours en activité.
C'est au pied de cette motte que se structure progressivement le « centre », d'abord simple village, puis bourg, accueillant école, mairie, commerces, artisans et cafés.
La paroisse de Servolex était dédiée à saint Étienne. L'église est vendue comme un bien national et a disparu vers 1805.

### XIXesiècle
Au XIXe siècle Pour hâter les progrès de l'agriculture et de l'hygiène (il n'y avait généralement pas d'égout et chaque cuvette marécageuse recueillait les eaux usées des habitats de l'amont), et pour maitriser les inondations et les zones humides alors jugées malsaines, d'importants drainages sont réalisés, qui augmentent les flux que la vallée du Rhône doit absorber en aval, et causent l'apparition de nouvelles zones marécageuses, alors que l'administration accélère les travaux d'aménagement et d'artificialisation des berges du bassin du Rhône, en endiguant de nombreux cours d'eau.
En 1840 d'importantes inondations surviennent malgré ces digues. L’administration des Ponts et Chaussées décident alors de créer le Service Spécial du Rhône.

### XXesiècle
Le centre bourg a fait l'objet au début des années 1990 d'une restructuration complète intégrant la construction de logements par l'OPAC de Savoie, d'un nouvel hôtel de ville adjoint à l'ancienne mairie qui date de la fin de la période sarde, d'une bibliothèque municipale et d'une salle d'exposition portant le nom d'espace culturel de la Conciergerie, en mémoire de l'édifice de ce nom qui s'élevait à cet emplacement.

## Politique et administration
La commune est membre de la communauté d'agglomération Chambéry métropole - Cœur des Bauges.

### Administration municipale
Voici ci-dessous le partage des sièges au sein du Conseil municipal de La Motte-Servolex après les élections municipales de 2020 :
La répartition des sièges au sein du Conseil municipal de La Motte-Servolex était la suivante lors des élections municipales de 2014 :

### Tendances politiques et résultats
|                                 | 1er score | 1er score                             | 2e score | 2e score                                | Participation |
| Élection présidentielle de 2017 |           | 66,04 % pour Emmanuel Macron (LREM)   |          | 39,96 % pour Marine le Pen (RN)         |               |
| Élections européennes de 2014   |           | 27,77 % pour Renaud Muselier (UMP)    |          | 21,51 % pour Jean-Marie Le Pen (FN)     | 49,06 %       |
| Élections municipales de 2014   |           | 68,21 % pour Luc Berthoud (DVD)       |          | 18,00 % pour Jean-Noël Parpillon (DVG)  | 65,84 %       |
| Élections législatives de 2012  |           | 59,49 % pour Dominique Dord (UMP)     |          | 40,51 % pour Alain Caraco (EELV)        | 60,11 %       |
| Élection présidentielle de 2012 |           | 56,88 % pour Nicolas Sarkozy (UMP)    |          | 43,12 % pour François Hollande (PS)     | 86,32 %       |
| Élections régionales de 2010    |           | 48,10 % pour Jean-Jack Queyranne (PS) |          | 39,57 % pour Françoise Grossetête (UMP) | 56,71 %       |
| Élections cantonales de 2008    |           | 55,97 % pour Jean-Pierre Vial (UMP)   |          | 44,03 % pour Béatrice Rosset (PS)       | 66,91 %       |

### Liste des maires
Depuis 1945, cinq maires se sont succédé :
| Période      | Période                    | Identité        | Étiquette   | Qualité |
| ------------ | -------------------------- | --------------- | ----------- | --- |
| 1945         | 1965                       | Jean Cabaud     | DVD         | Conseiller général du canton de La Motte-Servolex (1958 → 1965)                                                                      |
| 1965         | janvier 1986               | Jacques Hochard | CD puis UDF | Directeur de CAF Conseiller général du canton de La Motte-Servolex (1965 → 1976 puis 1982 → 1994) Conseiller régional de Rhône-Alpes |
| janvier 1986 | mars 2001                  | Jean Germain    | UDF         | Ingénieur horticole et agronome retraité Conseiller général du canton de La Motte-Servolex (1994 → 2001)                             |
| mars 2001    | mars 2008                  | Gérard Perrier  | Les Verts   | Enseignant-chercheur Vice-président de Chambéry métropole (2001 → 2008)                                                              |
| mars 2008    | En cours (au 30 juin 2020) | Luc Berthoud    | UMP-LR      | Permanent politique Conseiller départemental du canton de La Motte-Servolex (2015 → )                                                |

### Politique de développement durable
La commune a engagé une politique de développement durable en lançant une démarche d'Agenda 21 en 2007.

### Jumelages
La ville de La Motte-Servolex est jumelée avec plusieurs autres villes étrangères. Il faut rappeler que le jumelage est une relation établie entre deux villes de pays différents qui se concrétise par des échanges socio-culturels.
Voici la liste des villes ayant passé un jumelage avec la commune de La Motte-Servolex :
- Mundelsheim (Allemagne) depuis 1974.

## Population et société
Ses habitants sont appelés les Motterains.

### Démographie

#### Évolution démographique
L'évolution du nombre d'habitants est connue à travers les recensements de la population effectués dans la commune depuis 1793. Pour les communes de plus de 10 000 habitants les recensements ont lieu chaque année à la suite d'une enquête par sondage auprès d'un échantillon d'adresses représentant 8 % de leurs logements, contrairement aux autres communes qui ont un recensement réel tous les cinq ans,.

En 2022, la commune comptait 12 167 habitants, en évolution de +4,17 % par rapport à 2016 (Savoie : +3,63 %, France hors Mayotte : +2,11 %).
| 1793  | 1800  | 1806  | 1822  | 1838  | 1848  | 1858  | 1861  | 1866  |
| ----- | ----- | ----- | ----- | ----- | ----- | ----- | ----- | ----- |
| 2 204 | 2 586 | 2 777 | 3 033 | 3 711 | 3 843 | 3 693 | 3 453 | 3 249 |

| 1872  | 1876  | 1881  | 1886  | 1891  | 1896  | 1901  | 1906  | 1911  |
| ----- | ----- | ----- | ----- | ----- | ----- | ----- | ----- | ----- |
| 3 376 | 3 404 | 3 295 | 3 061 | 3 072 | 2 870 | 2 730 | 2 603 | 2 680 |

| 1921  | 1926  | 1931  | 1936  | 1946  | 1954  | 1962  | 1968  | 1975  |
| ----- | ----- | ----- | ----- | ----- | ----- | ----- | ----- | ----- |
| 2 373 | 2 408 | 2 435 | 2 601 | 2 800 | 2 845 | 2 786 | 3 271 | 5 253 |

| 1982  | 1990  | 1999   | 2006   | 2011   | 2016   | 2021   | 2022   | - |
| ----- | ----- | ------ | ------ | ------ | ------ | ------ | ------ | - |
| 7 182 | 9 349 | 10 912 | 11 714 | 11 317 | 11 680 | 12 299 | 12 167 | - |

#### Pyramide des âges
En 2018, le taux de personnes d'un âge inférieur à 30 ans s'élève à 32,7 %, soit en dessous de la moyenne départementale (33,6 %). À l'inverse, le taux de personnes d'âge supérieur à 60 ans est de 28,9 % la même année, alors qu'il est de 26,7 % au niveau départemental.
En 2018, la commune comptait 5 613 hommes pour 6 319 femmes, soit un taux de 52,96 % de femmes, légèrement supérieur au taux départemental (51,04 %).
Les pyramides des âges de la commune et du département s'établissent comme suit.
| Hommes | Classe d’âge | Femmes |
| ------ | ------------ | ------ |
| 0,6    | 90 ou +      | 2,1    |
| 6,8    | 75-89 ans    | 9,6    |
| 19,3   | 60-74 ans    | 19,1   |
| 20,9   | 45-59 ans    | 20,4   |
| 17,7   | 30-44 ans    | 17,8   |
| 16,6   | 15-29 ans    | 14,4   |
| 17,9   | 0-14 ans     | 16,7   |

| Hommes | Classe d’âge | Femmes |
| ------ | ------------ | ------ |
| 0,7    | 90 ou +      | 2      |
| 7,2    | 75-89 ans    | 9,9    |
| 17,1   | 60-74 ans    | 18     |
| 21,1   | 45-59 ans    | 20,4   |
| 18,9   | 30-44 ans    | 18,4   |
| 17,2   | 15-29 ans    | 15,1   |
| 17,7   | 0-14 ans     | 16,2   |

#### Ménages
Le nombre total de ménages motterains est de 4 264. Ces ménages ne sont pas tous égaux en nombre d'individus. Certains de ces ménages comportent une personne, d'autres deux, trois, quatre, cinq voire plus de six personnes. Voici ci-dessous, les données en pourcentage de la répartition de ces ménages par rapport au nombre total de ménages.
| Ménages de :                | 1 personne | 2 pers. | 3 pers. | 4 pers. | 5 pers. | 6 pers. ou + |
| --------------------------- | ---------- | ------- | ------- | ------- | ------- | ------------ |
| La Motte-Servolex           | 27,1 %     | 29,2 %  | 19,3 %  | 17,5 %  | 5,3 %   | 1,6 %        |
| Moyenne Nationale           | 31 %       | 31,1 %  | 16,2 %  | 13,8 %  | 5,5 %   | 2,4 %        |
| Sources des données : INSEE |            |         |         |         |         |              |

### Enseignement
Rattachée à l'académie de Grenoble, la commune de La Motte-Servolex comporte quatre écoles maternelles et primaires, deux collèges et deux lycées.

### Manifestations culturelles et festivités
Cultures urbaines
Depuis une dizaine d’années[Quand ?], la ville de La Motte-Servolex s’est ouverte aux cultures urbaines sous toutes ses formes d’expression (graff, hip-hop, skate, slam, rap) et s’attache à les promouvoir. Ainsi, l’art urbain a investi la ville à travers des espaces d’expression libre en centre-ville et des créations de fresques street-art lors d’événements. La Motte-Servolex accueille un « Mur » dans le centre-ville.
Le MUR, acronyme de modulable, urbain et réactif, est une association française fondée en 2003 et dont l'objet est de promouvoir l'art contemporain et l'art urbain en particulier. L'association propose à des artistes urbains de s'exposer de manière éphémère sur un mur. La nouvelle œuvre remplaçant la précédente, elle perpétue ainsi le principe d'un art urbain éphémère. Actuellement[Quand ?] de nombreux MURS ont vu le jour dans toute la France.
Un mur dans le centre-ville de La Motte-Servolex a été mis à disposition de l’association LE M.U.R LMS créée le 5 septembre 2020 à La Motte-Servolex qui est chargée de la programmation annuelle, des artistes issus de divers horizons artistiques et venant du monde entier. L’inauguration du mur a eu lieu le 3 octobre 2020 avec Sock Wild Sketch, artiste peintre illustrateur originaire d'Avignon, qui été le premier à venir s’exprimer sur le mur de La Motte-Servolex.
Nuit de la Création
La Nuit de la Création est organisée chaque 1er samedi du mois d’octobre depuis 2007. Cette soirée, inscrite dans la manifestation européenne "Nuit blanche Paris" permet de découvrir la pluralité de l’art contemporain sous une forme à la fois interactive et ludique, avec pour fil rouge les thèmes de la rencontre et des nouvelles technologies. Spectacles, arts numériques, performances sont au rendez-vous, en accès libre dans le centre-ville.
La Conciergerie
La conciergerie de La Motte-Servolex est un lieu consacré à l'art contemporain. Les expositions s'orientent vers la jeune création, les images en mouvement et les arts numériques.

### Sports
La Motte-Servolex dispose un parcours de santé situé à côté de l'association le CLEM, 50 avenue Alphonse-Daudet.

#### Football
- L'Union Sportive Motteraine est un club de football créé officiellement en 1941, bien que l'on retrouve des matchs amicaux joués sous les couleurs de la Motte-Servolex dès 1929. Depuis les années 1990 à nos jours, l'équipe fanion oscille entre le championnat d'Excellence et la Promotion d'Honneur Régionale[35].
  - Vainqueur de la Coupe Dupuy (Coupe de Savoie) : 2008
  - Champion d'Excellence : 2005
  - Vice-Champion d'Excellence : 1998, 2015

Gymnastique
- L'Étoile Motteraine.

Rugby
- Stade motterain, devenu en 1980 Rugby Club motterain[36]
  - 2000 : Vice-champion de France de 2e série (battu par l'ES Prats de Mollo 15-9) ;
  - 2014 : Vice-champion de France de 1re série (battu par Oursbelille-Bordères RC 15-0).
- Les Bismottes : association de joueurs vétérans (+35) se réunissant le vendredi soir à 20h au Stade Raoul Villot

Judo
- Judo-Club de la Motte-Servolex dit École Didier Parpillon créé en 1975

Cyclisme
- Le service course de l'équipe Équipe cycliste AG2R Citroën se trouve à la Motte-Servolex.

### Médias

#### Radios et télévisions
La commune est couverte par des antennes locales de radios dont France Bleu Pays de Savoie. La chaîne de télévision locale TV8 Mont-Blanc diffuse quant à elle des émissions sur les pays de Savoie. Régulièrement, l'émission La Place du village expose la vie locale. Enfin, France 3 et sa station régionale France 3 Alpes peuvent parfois relater les faits de vie de la commune.

#### Presse et magazines
La presse écrite locale est représentée par des titres comme Le Dauphiné libéré ainsi que les hebdomadaires l'Essor savoyard et la Vie Nouvelle.

#### Internet
La Motte-Servolex a été récompensée pour sa politique Internet par le label « Ville Internet » en 2012 (@@).

## Économie
Banlieue résidentielle de Chambéry, on y trouve aussi des activités commerciales, artisanales et agricoles.
La commune fait partie de l'aire géographique de production et transformation du « Bois de Chartreuse », la première AOC de la filière Bois en France,.

### Emploi
Une communauté Emmaüs s'est créée en 1982.

### Entreprises de l'agglomération
Le siège de l'entreprise de distribution automobile Jean Lain Mobilités se trouve à La Motte-Servolex.

### Technopole
La Motte-Servolex accueille le site de Savoie Technolac. Celui-ci regroupe l'université Savoie Mont Blanc, l'Institut national de l'énergie solaire (INES) et des entreprises spécialisées, comme Energy Pool (effacement énergétique) et le CIH d’EDF (ingénierie hydraulique) ou encore Certisolis (certification solaire) ainsi que des centres de recherche.
Référent national de la filière énergies-bâtiment1, Savoie Technolac rassemble 230 entreprises innovantes, 1 000 chercheurs et 5 000 étudiants, soit un bassin de 4 000 emplois.
Le site va doubler ses capacités d'accueil des entreprises d'ici à 2030 pour accueillir 18 000 résidents.
Plus gros incubateur de Auvergne-Rhône-Alpes[réf. souhaitée], Savoie Technolac propose un dispositif d'accompagnement à la création d'entreprises : la base d'Incubation, notamment dans le milieu solaire, ainsi qu'un incubateur destiné aux étudiants.
- La base d’incubation de Savoie Technolac accompagne les créateurs d’entreprises de la filière des énergies renouvelables et de l’efficacité énergétique (solaire, hydraulique, smart grid…)12 ;
- L'incubateur étudiants s'adresse à tous les étudiants porteurs de projet, dans le cadre de leur cursus universitaire ou en parallèle, et quelle que soit la filière et l’année d’études.

## Culture locale et patrimoine

### Lieux et monuments

#### Monuments principaux

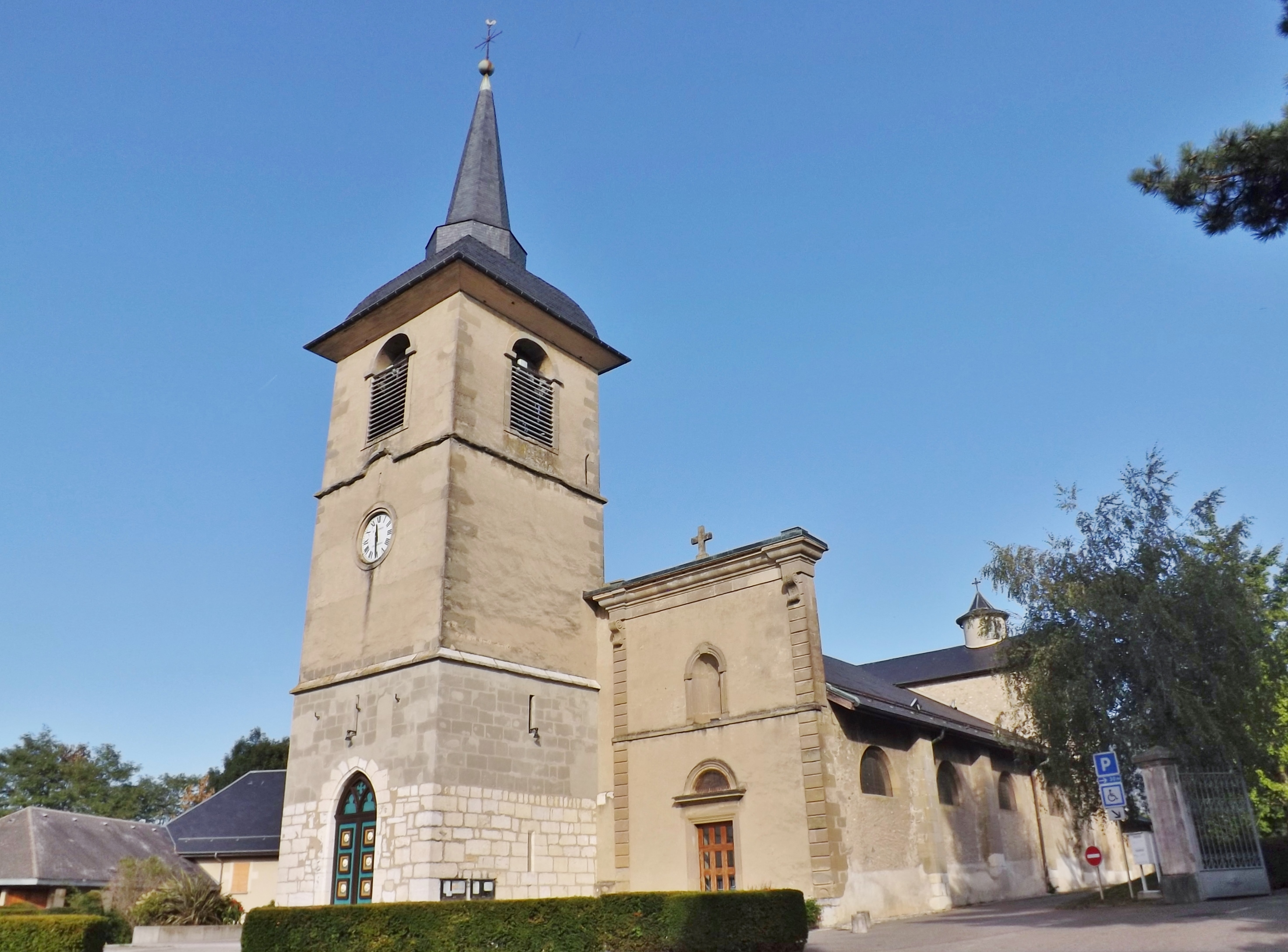
Église Saint-Jean-Baptiste.

Les monuments les plus remarquables de la commune sont le monument aux morts et l'église Saint-Jean-Baptiste  Classé MH (1984). Cette dernière était flanquée jusqu'au début du siècle d'un prieuré du XIe siècle. Sa base, de forme carrée, possède encore au premier étage des éléments de défense qui permettent de le dater comme un vestige roman remanié à différentes époques. Décapité en 1794, il fut reconstruit en 1809, puis équipé d'un beffroi pour deux cloches. Cette église a fait l'objet de modifications et d'agrandissements successifs. En 1829, sur les plans de l'architecte Trivelli, beau-frère du général de Boigne, la nef centrale qui est de style gothique du XIIIe siècle est prolongée par un nouveau chœur ; l'ancien, qui devait comporter un chevet plat, devient alors l'avant-chœur sur lequel se greffent au nord la chapelle des Costa de Beauregard et, au sud, la chapelle de la Vierge.

#### Les châteaux
La Motte-Servolex est aussi une ville de châteaux et de maisons fortes, qui appartiennent tous pratiquement à des propriétaires privés. Quelques-uns conservent les traces d'une histoire particulière :
- Le château de Servolex : situé dans le hameau de Servolex, ce château date du XIXe siècle. Il comporte un corps de logis encadré par quatre tourelles. Il a appartenu à Xavier de Vignet, puis à Eugène de Morand et à son épouse, Marie-Alix de Vignet, nièce d'Alphonse de Lamartine qui vint faire des séjours à Servolex et l'a décrit dans ses Confidences (T.XI, p. 28-29). Le château est transmis successivement aux familles Gonon, Marin, Barral Rousseau et Gaillard ;
- Le château du Ronjoux : château fondé au XVIIIe siècle par la famille Aubriot de La Palme, à mi-colline au-dessus du lac du Bourget. Il appartient à François Buloz, fondateur de la Revue des Deux Mondes. Il accueille George Sand et de nombreuses personnalités de son temps. Le domaine est passé, avant 1939, à Marie-Louise Pailleron et à ses fils ;
- Le château de Pingon : situé sur la route de Chambéry, le château, de style Renaissance construit vers 1480, appartient à la famille de Pingon, parente de l'historiographe savoyard Emmanuel-Philibert de Pingon. En 1901, le château est acheté par la comtesse de Buttet, petite-fille du général de Boigne, puis transmis à la famille de Boigne[réf. souhaitée] ;
- Le château Reinach : possession des Morand au XVIIIe siècle, puis des Costa de Beauregard avant d'être acquis par Théodore Reinach, en 1901. En 1936, il est donné au département de la Savoie qui le transforme en centre médico-pédagogique, puis en préventorium et en lycée agricole ;
- Le château de la Motte-de-Montfort, dont l'origine remonte au XIVe siècle, a été réaménagé notamment en 1936. Il fut le centre d'une ancienne mestralie. À remarquer la chapelle castrale gothique ;
- La maison forte de La Catonnière : demeure blanche à tourelles, située sur la route de Villard-Péron, est fondée au XVe siècle. Elle est la résidence des familles Guilliermin au XVIIe siècle, Perrin au XVIIIIe siècle et du Noyer de Lescheraines au XIXe siècle ;
- La Maison forte de La Curtine : située au-dessus du torrent de La Curtine, cette demeure date du XVIe siècle. Elle passe successivement aux familles Mollier, Joly, Rey et Dupasquier ;
- La maison forte du Tremblay : située sur la route de Villarcher, cette maison date du XVIIe siècle. Elle appartient à Michel Favre, maître auditeur à la Chambre des Comptes de Chambéry, puis passe à Gaspard-Augustin Laurent de Sainte-Agnès, archevêque de Tarentaise. Depuis 1783, jusqu'à la fin du XXe siècle, elle a été la propriété de la famille de Morand de Gonfignon, descendante de Félicité-Clémentine Costa de Beauregard[42].

### Espaces verts et fleurissement
En 2016, la commune confirme le niveau « trois fleurs » au concours des villes et villages fleuris.

### Patrimoine culturel
La ville de La Motte-Servolex s’attache à promouvoir la culture par le biais de ses équipements culturels et de leurs événements. À ce titre, la ville bénéficie de plusieurs équipements culturels :
La salle de spectacle Saint-Jean
Construite en 1930 par le curé Joseph Jacquier comme salle des fêtes paroissiale accueillant des compagnies de théâtres, galas et projections cinéma, la salle devient municipale en 1969.
La salle de spectacle Saint-Jean a été rénové en 2017-2018 avec une réfection totale du hall d’accueil, de la salle avec notamment l’aménagement de gradins en partie rétractables, de la scène et des loges. L’aspect environnemental a également été favorisé avec l’installation d’une centrale photovoltaïque de 120 m2 permettant une autonomie électrique du bâtiment et même au-delà puisque le surplus d’énergie alimente la maison de la musique Vladimir Cosma et la maison des associations.
La salle est entièrement accessible à tous les publics, et peut accueillir 209 personnes en configuration assise et 300 personnes avec un public debout devant la scène. La programmation culturelle de la salle de spectacle propose une multitude de propositions artistiques : musique du monde, danse, cirque, humour, théâtre, spectacle jeune public, projections de films.
La Conciergerie
Créée en 1992, la salle d’exposition La Conciergerie doit son nom à l’emplacement sur lequel elle a été construite, c'est-à-dire la conciergerie du Lycée professionnel Saint-Anne, anciennement « Pensionnat des frères ».
La Conciergerie est un espace d’exposition consacré à l’art contemporain et aux nouvelles images numériques. Elle présente des expositions individuelles et collectives d’artistes émergents, d’artistes de renommée internationale ou, par le biais des collections des FRAC, du CNAP ou de privés.Des résidences de recherche ou de production (accueil, soutien technique, aide à la production) sont programmées, une par an en moyenne, pour permettre aux artistes qui le désirent de réaliser une exposition in-situ. Les résidences ont une durée d’une semaine à un mois maximum, en fonction du projet.
Afin de laisser l’art contemporain accessible à tous, l’espace d’exposition est gratuit et peut être tout spécialement ouvert en fonction des besoins et disponibilités. Un médiateur est présent sur chaque ouverture de la salle pour une visite commentée. L’équipe de la Conciergerie accueille et accompagne dans les visites, qu’elles soient individuelles ou collectives. L’accueil des groupes et classes peut se faire sous la forme d’une visite commentée et/ou d’une rencontre avec l’artiste, s’il est présent.
Maison de la musique Vladimir Cosma
L’école de musique de La Motte-Servolex est municipale, elle compte près de 300 élèves et 18 professeurs. Les instruments enseignés sont : accordéon, alto, batterie, clarinette, clavier synthétiseur, cor d’harmonie, flûte traversière, flûte à bec, hautbois, piano, guitares classique, électrique et d’accompagnement, guitare basse, percussions d’orchestre, saxophone, technique vocale, trompette, trombone, tuba, violon, violoncelle.
Bibliothèque des deux mondes
Construite en 1992, la bibliothèque et médiathèque municipale a pris le nom «Des Deux Mondes», en clin d’œil à la revue parisienne créée par François Buloz qui fut propriétaire du château de Ronjoux au XIXe siècle à La Motte-Servolex.
Depuis le 1er janvier 2021, les bibliothèques de La Ravoire, Chambéry, La Motte-Servolex, Barberaz, Challes-Les-Eaux et Saint-Baldoph se sont associées pour former "le bouquet des bibliothèques". Une seule carte emprunteur permet désormais d'avoir accès à l'ensemble des ressources de ces bibliothèques, soit près de 500 000 documents.

### Personnalités liées à la commune
les familles
- Famille de Morand, seigneurs de la Motte-Montfort en 1746, puis barons en 1781 ;
- Famille Costa de Beauregard, au cours du XIXe siècle, notamment Pantaléon Costa de Beauregard.
- Famille Vignet, dont le sénateur Xavier de Vignet est propriétaire du château de Servolex.

les personnalités
- Jean-Baptiste-Marie Aubriot de la Palme (1752-1826), natif, prêtre et érudit, supérieur du grand séminaire de Chambéry (1780-1792), évêque d'Aoste (1818-1823), auteur d'une quinzaine d'ouvrages.
- François Buloz (1803-1877), patron de presse, directeur de La revue des Deux-Mondes.
  - George Sand fut invitée à séjourner dans la région de la Motte-Servolex, en 1861 durant la période estivale, par François Buloz[48].
- Alphonse de Lamartine, dont la sœur Césarine (1799 - 1824) avait épousé Xavier de Vignet, propriétaire du château de Servolex. Césarine est enterrée dans la chapelle du château de Servolex.
- Franz Liskowitch, athlète français de marche nordique.

### Héraldique
| Armes de La Motte-Servolex | Les armes de La Motte-Servolex se blasonnent ainsi : Tranché : au premier gironné d'azur et de gueules de six pièces à la foi d'or brochant sur le tout, au canton senestre aussi de gueules chargé d'une croix d'argent, au second d'azur aux trois pommes d'or en orle ; à la cotice d'or brochant sur la partition(1973). On sait très peu de chose sur ce blason... |